# Дуэль на пистолетах (спорт)

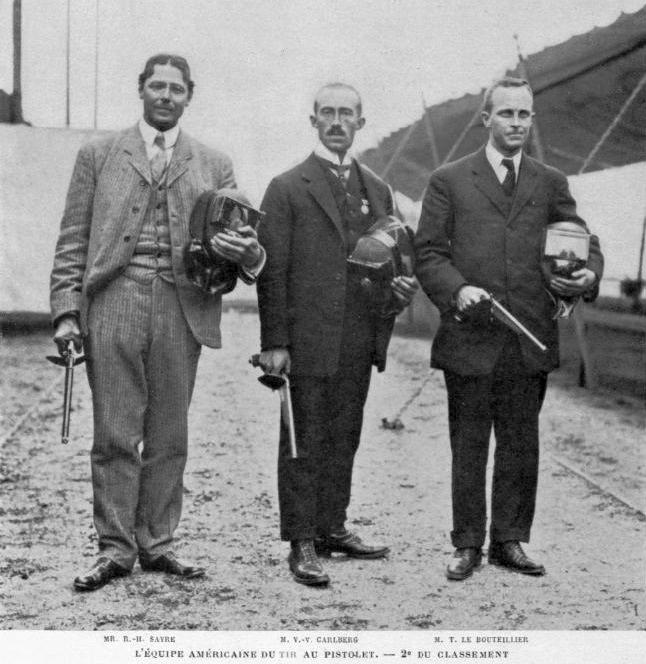
Команда США, вице-чемпион по дуэльной стрельбе из пистолета на Олимпийских играх 1908 года

Дуэль на пистолетах — вид стрелкового спорта, в котором спортсмены соревновались в стрельбе друг в друга восковыми пулями из капсюльных дуэльных пистолетов с дистанции 20 и 30 метров.
Вид спорта был представлен на Внеочередных летних Олимпийских играх 1906 года в Афинах и летних Олимпийских играх 1908 года в Лондоне. На Внеочередных играх 1906 года участники стреляли из дуэльных пистолетов по гипсовым манекенам с 20 и 30 метров.
В 1908 году дуэль на пистолетах была продемонстрирована в рамках франко-британской выставки на олимпийской арене фехтования перед приглашёнными гостями. В соревнованиях участвовали два спортсмена, стрелявшие друг в друга из дуэльных пистолетов, заряженных восковыми пулями, и одетые в защитное снаряжение для туловища, лица и рук. В соревнованиях участвовали команды Франции, Великобритании, США и ряда других стран.
Правила были разработаны парижским врачом де Вилльерсом в начале 1900-х годов. Секундант давал команду «Готово!» и вёл отсчёт до трёх. По команде «Готово!» участники поднимали пистолеты и начинали целиться. Выстрел следовало произвести до того, как прозвучит «Три!». Соперники, кроме защитного снаряжения, надевали длинные чёрные пальто, на которых мелом изображались жизненно важные органы. Одерживал победу участник, который точнее попадал в эти изображения.
На внеочередных играх 1906 года по требованию правозащитников стрельба производилась по гипсовым манекенам (по картонным мишеням). Однако такой вариант не понравился зрителям. Поэтому на Олимпиаде в Лондоне соревнования вместо стрельбы по мишеням происходили в форме дуэлей. Состязания носили демонстрационный характер, поэтому определение победителей не производилось. Соревнования вызвали большой интерес зрителей, но больше не проводились. Согласно проведённым перед летними Олимпийскими играми 2000 года в Сиднее опросам, 32 % зрителей поддерживают идею возвращения дуэльной стрельбы в программу Олимпиад.

## Итоги соревнований на Внеочередных Олимпийских играх 1906 года
| Event     | Золото                       | Серебро                 | Бронза                   |
| --------- | ---------------------------- | ----------------------- | ------------------------ |
| 20 метров | Леон Моро (FRA)              | Чезаре Ливерциани (ITA) | Морис Лекок (FRA)        |
| 30 метров | Константинос Скарлатос (GRE) | Хюбнер фон Хольст (SWE) | Вильхельм Карлберг (SWE) |